# Данска на Светском првенству у атлетици на отвореном 2022.
Данска је учествовала на 18. Светском првенству у атлетици на отвореном 2022. одржаном у Јуџину  од 15. до 25. јула осаммнаести пут, односно учествовала је на свим првенствима до данас. Репрезентацију Данске представљало је 12 атлетичара (6 мушкарца и 6 жена), који су се такмичили у 9 дисциплине (4 мушке и 5 женске).,

## Учесници
| Мушкарци: - Симон Хансен — 200 м, 4 х 100 м - Бенјамин Лобо Ведел — 400 м - Тајс Најхојс — Маратон - Фредерик Шов-Нилсен — 4 х 100 м - Тобиас Ларсен — 4 х 100 м - Којо Мусах — 4 х 100 м | Жене: - Ида Карстофт — 200 м, 4 х 100 м - Мете Граверсгард — 100 м препоне, 4 х 100 м - Матилде У. Крамер — 4 х 100 м - Астрид Гленер-Франдсен — 4 х 100 м - Лиса Брик Педерсен — Бацање диска - Катрин Кох Јакобсен — Бацање кладива |

## Резултати

### Мушкарци
| Атлетичар                                                 | Дисциплина | Лични рекорд | Квалификације      | Квалификације      | Полуфинале            | Полуфинале            | Финале                | Финале                | Детаљи |
| Атлетичар                                                 | Дисциплина | Лични рекорд | Резултат           | Место              | Резултат              | Место                 | Резултат              | Место                 | Детаљи |
| --------------------------------------------------------- | ---------- | ------------ | ------------------ | ------------------ | --------------------- | --------------------- | --------------------- | --------------------- | ------ |
| Симон Хансен                                              | 200 м      | 20,49        | 20,80 (.793)       | 5. у гр. 2         | Нису се квалификовали | Нису се квалификовали | Нису се квалификовали | 38 / 44 (49)          |        |
| Бенјамин Лобо Ведел                                       | 400 м      | 45,52        | 46,27              | 5. у гр. 2         | Нису се квалификовали | Нису се квалификовали | Нису се квалификовали | 26 / 41               |        |
| Тајс Најхојс                                              | Маратон    | 2:10:57      |                    |                    |                       |                       | 2:16:55               | 47 / 54 (63)          |        |
| Симон Хансен Фредерик Шов-Нилсен Тобиас Ларсен Којо Мусах | 4 х 100 м  | 37,94 НР     | Нису завршили трку | Нису завршили трку |                       |                       | Нису се квалификовали | Нису се квалификовали |        |

### Жене
| Атлетичарка                                                            | Дисциплина     | Лични рекорд | Квалификације   | Квалификације | Полуфинале   | Полуфинале | Финале                | Финале       | Детаљи |
| Атлетичарка                                                            | Дисциплина     | Лични рекорд | Резултат        | Место         | Резултат     | Место      | Резултат              | Место        | Детаљи |
| ---------------------------------------------------------------------- | -------------- | ------------ | --------------- | ------------- | ------------ | ---------- | --------------------- | ------------ | ------ |
| Ида Карстофт                                                           | 200 м          | 22,67        | 22,85 КВ        | 3. у гр. 2    | 22,84 (.836) | 5. у гр. 3 | Нису се квалификовале | 17 / 44 (45) |        |
| Мете Граверсгард                                                       | 100 м препоне  | 12,84 НР     | 13,04 КВ        | 3. у гр. 1    | 13,05        | 7. у гр. 2 | Нису се квалификовале | 22 / 38 (42) |        |
| Мете Граверсгард Матилде У. Крамер Астрид Гленер-Франдсен Ида Карстофт | 4 х 100 м      | 43,51 НР     | 43,46 (.458) НР | 7. у гр. 2    |              |            | Нису се квалификовале | 13 / 16      |        |
| Лиса Брик Педерсен                                                     | Бацање диска   | 61,29 НР     | 56,54           | 15. у гр. Б   | 29 / 30      |            | Нису се квалификовале |              |        |
| Катрин Кох Јакобсен                                                    | Бацање кладива | 74,22 НР     | 68,51           | 9. у гр. Б    | 20 / 30      |            | Нису се квалификовале |              |        |